# Rythme circadien dans l'espace

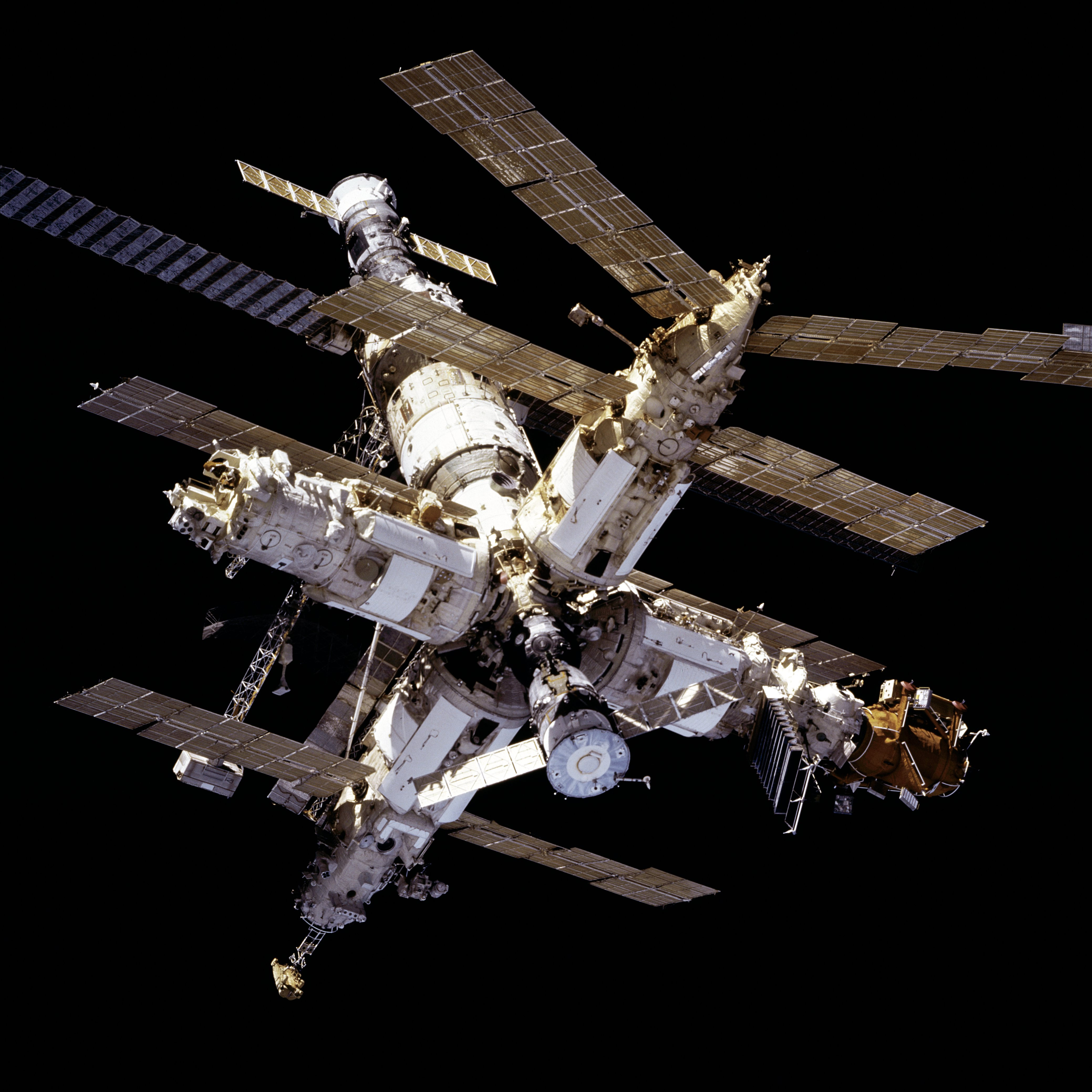
Laboratoire spatial : Station Mir (1986-2001)

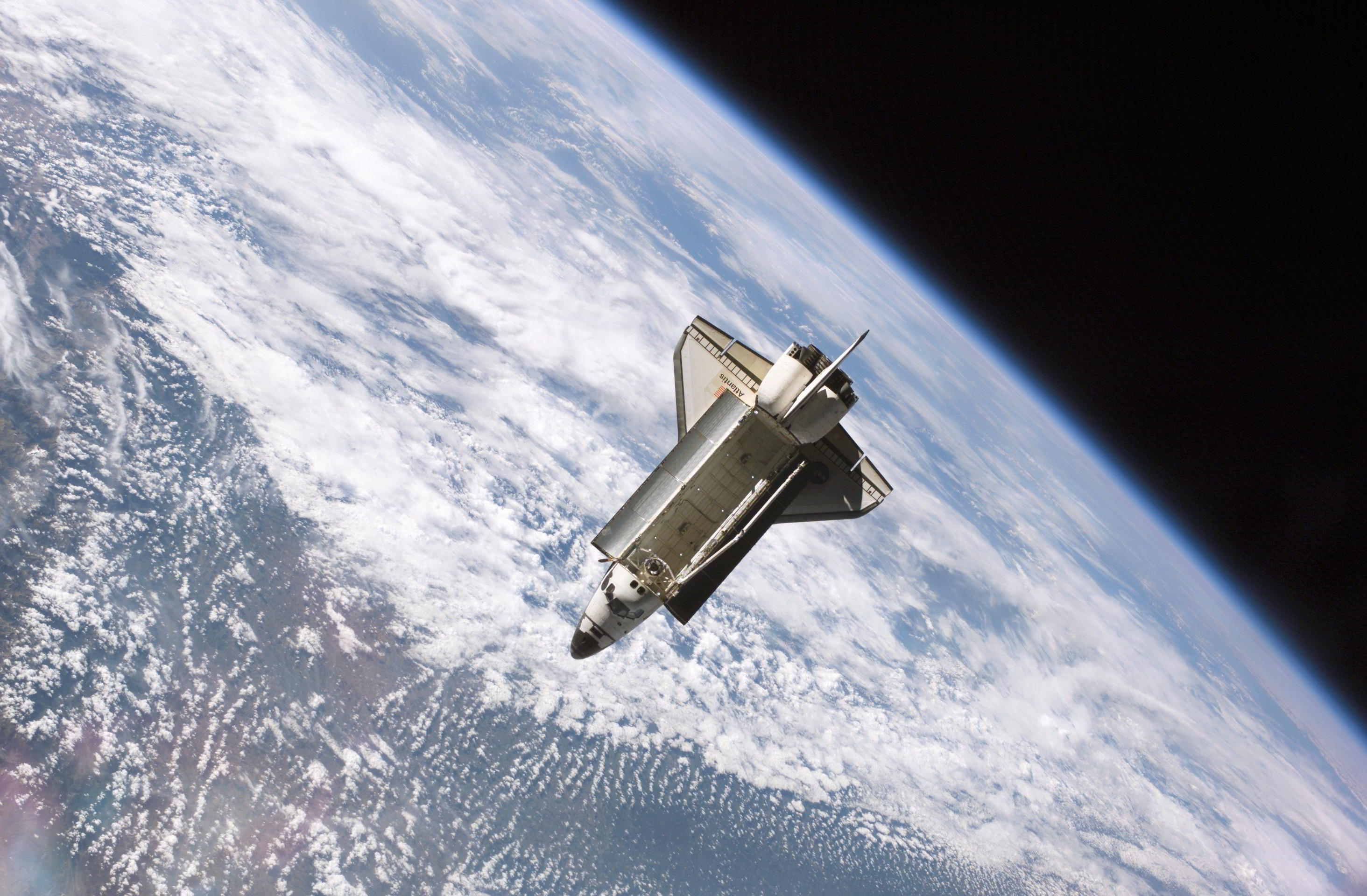
Laboratoire spatial : Navette spatiale américaine (1986-2011)

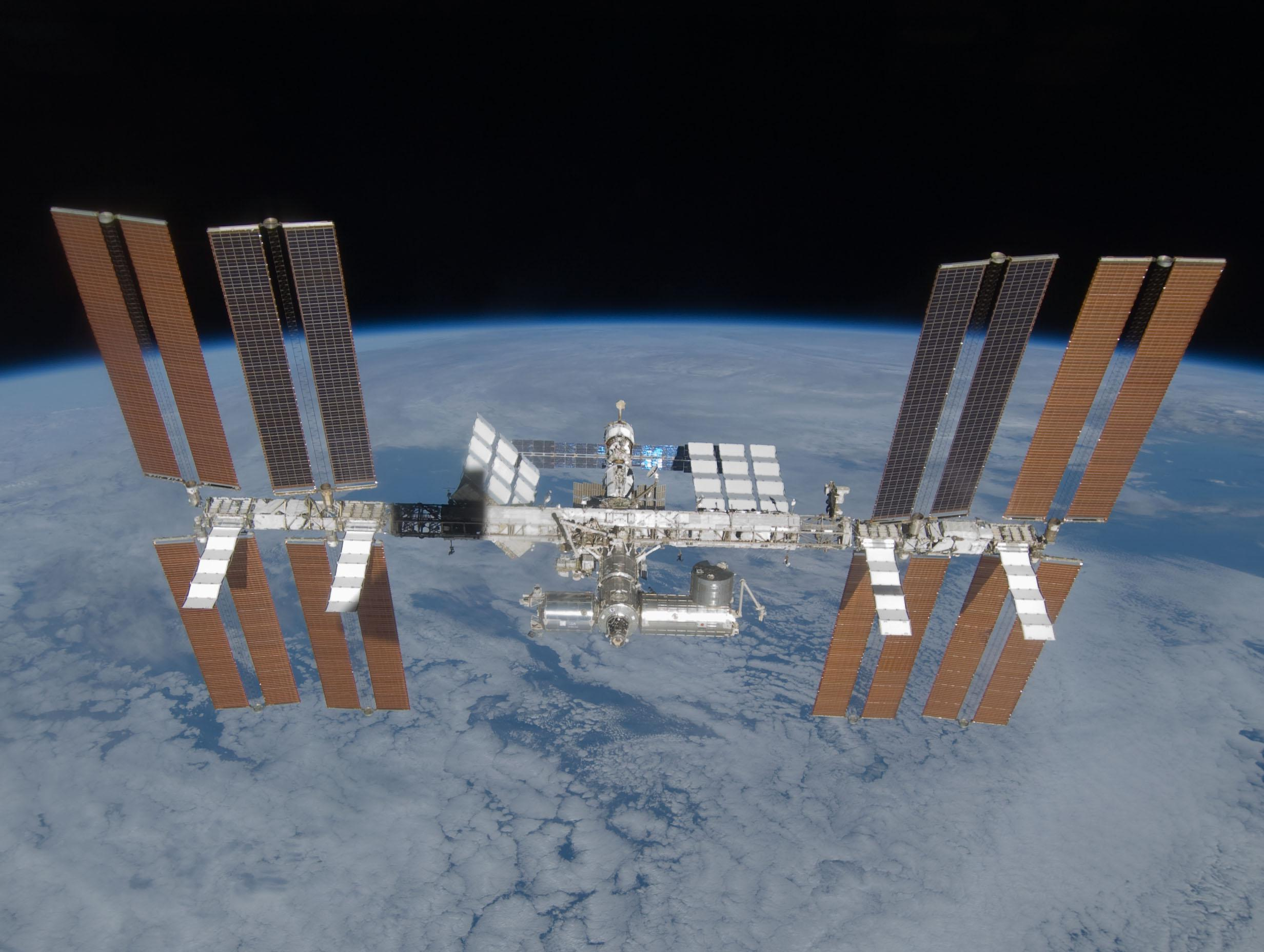
Laboratoire spatial : Station spatiale internationale (ISS) (1998-Aujourd'hui)

Les organismes vivants possèdent pour la plupart des rythmes circadiens. Ces rythmes dérivent d’un ensemble d’interactions coordonnées entre molécules. Toutes ces interactions forment l’horloge endogène, elle est régulée par des cycles jour/nuit et des cycles de températures d’une période d’environ 24 heures chez beaucoup d’espèces en conséquence de la rotation de la Terre. Le système circadien endogène des êtres vivants porte un rôle important dans la régulation de la physiologie et du comportement. Il contrôle en effet lui même d’autres horloges de l’organisme (dont les cycles d’ovulation et cycles de digestion par exemple)[réf. nécessaire]. Une désynchronisation de ces rythmes peut donc avoir des effets très néfastes sur la santé de l’organisme. Dans l’espace, ces cycles jour-nuit s’alternent très différemment. Sur la station spatiale internationale, située à 350-400 km en orbite autour de la Terre, les astronautes en mission font face à l’enchaînement de 16 périodes d’obscurité et de jour toutes les 24 heures. Pour ces humains dans l’espace, le manque de sommeil peut se révéler être un vrai danger pour la sécurité et la santé. Il peut affecter la synthèse de neurotransmetteurs, l’activité enzymatique du corps, le maintien d’une bonne température corporelle, la production d’hormones et beaucoup d’autres fonctions essentielles.

## Le sommeil humain dans l’espace
Les voyages dans l’espace ont démontré que le cycle de sommeil des humains en mission est affecté tant d’un point de vue qualitatif que quantitatif, avec une réduction du temps de repos à une moyenne de 6 heures par nuit. Cela pose un gros problème puisque le manque de sommeil affecte les capacités cognitives. Ainsi un sommeil insuffisant peut conduire à la baisse des niveaux de vigilance pendant la journée, du temps de réponse, de l'apprentissage, de la performance de tâches complexes, de l'évaluation émotionnelle et de l'évaluation des risques.

Il existe divers facteurs qui affectent notre rythme circadien dans l’espace :
- L’alternance jour/nuit est un des éléments essentiels au bon fonctionnement de notre rythme circadien. Cependant, à bord d’une station spatiale, l’alternance d’intensité lumineuse n’est plus la même que sur Terre puisque les astronautes voient se lever le Soleil 16 fois par 24 heures, ce qui contribue fortement au dérèglement de l’horloge interne[8].
- Les tâches opérationnelles à bord des stations spatiales, telles que les procédures de rendez-vous et d’amarrage sont également propices au manque de sommeil puisqu'elles peuvent prolonger les durées des journées, empêchant ainsi la présence d’un cycle régulier.
- La pollution sonore dans les vaisseaux spatiaux est très importante avec une moyenne de 70dB durant les périodes de sommeil[9]. Cela contribue aussi à la perturbation du sommeil.
- La gravité joue vraisemblablement un rôle sur le sommeil. En effet dans un premier temps elle déclenche le syndrome d’adaptation spatiale qui se traduit par une sensation de malaise général[8] . Ensuite elle joue un rôle sur la posture et le manque de la position allongée. De plus l’impact de la gravité sur le sommeil a été aussi démontré à travers un modèle immergé dans l’eau[10] qui a pour même conséquence, c’est-à-dire la compensation de la gravité par une autre force.[pas clair]

Il existe d’autres facteurs qui contribueraient à la modification du sommeil mais qui ne sont pas appuyés scientifiquement pour le moment, tel que la position inconfortable, le changement dans l’activité physique, l’excitation de la mission, le confinement, les radiations…

## Contre-mesure pour favoriser le sommeil
Les perturbations du sommeil liées à la désynchronisation de l’horloge circadienne ont de graves répercussion à long terme sur la santé et la psychologie des astronautes. Travailler dans l’espace étant particulièrement exigeant, les astronautes doivent toujours être en pleine capacité, c’est pourquoi il est essentiel d’avoir des mesures pour contrer cette désynchronisation.
Tout d’abord, il est important d’avoir un programme qui prend en compte le rythme circadien humain et le rythme propre à chacun. Il consiste en des temps de sommeil et d’éveil précis à des moments précis. Cependant on rajoute à cela des instructions concernant la lumière ambiante, le régime alimentaire ainsi que des exercices. L’exposition aux écrans est aussi une activité à minimiser avant les phases de sommeil. Ce programme commence sur Terre, quelques jours avant le décollage, pour permettre une adaptation optimale.
La lumière, la température, l’air, le son ainsi que le taux de dioxyde de carbone sont des paramètres minutieusement contrôlés pour permettre une qualité de sommeil optimale.
Un nouveau système de lumière a été installé dans l’ISS pour contrer les cycles jour/nuit rapides qui empêchent une synchronisation du rythme circadien sur 24h. Ce nouveau système est le Solid-State Ligth Assemblies (SSLAs) qui remplace le General Luminaire Assemblies (GLAs). Le système possède 3 modes :
- Illumination générale : 4500 K lumière blanche, 210 candelas
- Changement de phase : 6500 K lumière blanche enrichie de bleu, 420 candelas
- Avant de dormir : 2700 K lumière blanche, bleu réduit, 90 candelas[11]

La lumière bleue émise par le système est captée par la mélanopsine qui est un photopigment présent dans les cellules de la rétine (ipRGCs), et qui va faire transiter l’information jusqu’au noyau suprachiasmatique qui contient l’horloge centrale. Ainsi l’utilisation des 3 phases lumineuses permet d’ajuster le rythme circadien.
La détermination génétique est également un facteur pouvant contrebalancer les dérèglements du rythme circadien. Des individus nécessitant le moins de mesures pour adapter leurs rythme circadien dans l’espace sont prédisposés à résister à ces variations.

## Impact chez les autres êtres vivants
De nombreux êtres vivants ont rempli les vaisseaux : drosophiles, rats, chimpanzés, utilisés comme cobayes pour tenter de comprendre les effets des voyages spatiaux de longue durée sur la physiologie et le comportement des animaux et plus précisément les risques que cela pourrait entraîner chez l’Homme. La question n’est plus de savoir si l’Homme peut survivre une fois passé l’atmosphère mais de savoir s’il pourra un jour coloniser d’autres milieux. Ses chances de survie et d’adaptation dans l’espace doivent donc être contrôlées et cela passe notamment par l’étude du rythme circadien qui doit être maintenu (sinon cela entraîne la fatigue et d’autres dysfonctionnements physiologiques et comportementaux chez les individus).
Cependant pour ce qui est des plantes, les chercheurs s’attardent sur l’effet de la microgravité et non pas l’effet de changements environnementaux influençant le rythme circadien qui peut être étudié en laboratoire en isolant les individus car à l’époque où les premiers êtres vivants sont envoyés dans l’espace, on connaît déjà le fonctionnement de l’horloge circadienne chez certains mammifères donc on peut envoyer des cobayes plus « évolués » et surtout plus proches de l’homme pour étudier les risques d’un changement de période pour l’Homme. En effet, des études ont été faites sur le rythme circadien des souris et rats lors de voyages dans l’espace montrant des effets sur le développement embryonnaire des rats durant de courtes missions et des taux d’hormones impliquées dans l’horloge circadienne moins importants lors de longues missions chez les souris.